# 大猶太會堂 (康斯坦察)

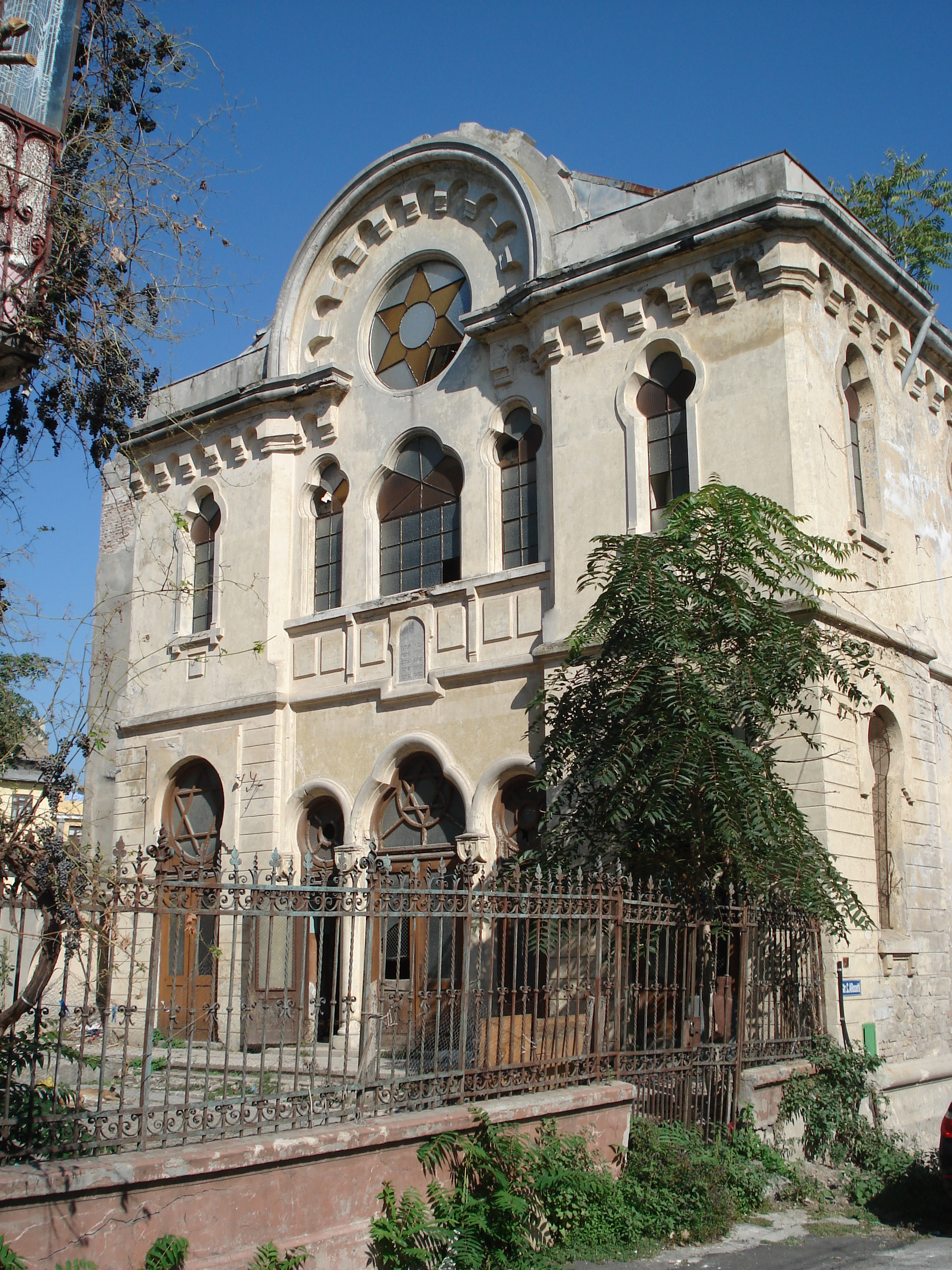

康斯坦察大猶太會堂（Great Synagogue of Constanța）是羅馬尼亞城市康斯坦察的一座猶太會堂，位於Petru Rareş街。這座猶太會堂修建於1910年至1914年之間，外觀是摩爾復興式建築。

## 外部連結
- Sinagoga Mare din Constanța pe situl Biserici.org （页面存档备份，存于）

44°10′28.2″N 28°39′24″E / 44.174500°N 28.65667°E